# Shirin Ebadi
Shirin Ebadi (persa: شیرین عبادی) (Hamadan, 21 de juny de 1947) és una advocada iraniana defensora dels drets humans, en especial dels drets dels infants i de les dones. Després de ser guardonada amb el Premi Nobel de la Pau de 2003, va exiliar-se del país per por de ser empresonada. S'ha posicionat en contra de l'ús obligatori del hijab.

## Biografia
Va néixer el 21 de juny de 1947 a la població iraniana d'Hamadan, però l'any següent la seva família es va traslladar a Teheran. El 1965 va aconseguir una plaça a la Facultat de Dret de la Universitat de Teheran. Va enfocar la seva carrera cap al càrrec de jutgessa, càrrec que va ocupar oficialment el març de 1970. L'any següent es va doctorar en dret privat a la mateixa universitat. El 1975 li fou encarregada la presidència d'una branca legislativa de la Cort de Teheran, la qual cosa la convertia en la primera dona de l'Iran a aconseguir-ho.

### Activisme social
Tot i així, li va ser assignada una posició menor a partir de la revolució iraniana de 1979, quan els religiosos conservadors insistiren en la prohibició islàmica de tal càrrec de jutgessa per a les dones. Després de moltes protestes d'ella i d'altres jutgesses, va poder ocupar un càrrec lleugerament superior, el d'"experta en Dret". Finalment, sense voler continuar suportant la situació de discriminació, es va retirar. Per aquesta negativa li fou vetat el treball judicial fins a l'any 1992, any en què va poder obrir un gabinet jurídic. En tot aquell temps exclosa de la carrera judicial, va poder escriure alguns llibres i una gran quantitat d'articles en diaris iranians que li donaren molta popularitat.
En els darrers anys, Shirin Ebadi ha actuat com a advocada en casos d'assassinat i d'abusos a infants. A més a més, acostuma a donar classes a la Universitat de Teheran, alhora que promou l'estatus legal dels infants i de les dones, tal com ho posen de manifest els diversos projectes en els quals col·labora des de les diferents organitzacions que lidera (com per exemple, l'oficina de l'UNICEF a Teheran).
Pels seus esforços per la democràcia i els drets humans, especialment els de les dones i els nens, va rebre l'any 2003 el Premi Nobel de la Pau. En la seva lectura Nobel, a més d'atorgar als drets humans la importància que justament es mereixen, i de fer esment a la seva condició de dona, de ciutadana de l'Iran i de musulmana, fa una crida al sentit comú per evitar guerres sota el pretext de la lluita contra el terrorisme, en molt clara relació amb la política exterior dels Estats Units. El 2018 ha estat investida doctora honoris causa per la Universitat de Lleida.
El 2011 publicà una novel·la, La gàbia d'or, en què, amb la història de tres germans de diferents ideologies i la seva pròpia autobiografia, explica la història recent de l'Iran.
El gener de 2021, fou una de les 50 personalitats que signar el manifest «Dialogue for Catalonia», promogut per Òmnium Cultural i publicat a The Washington Post i The Guardian, a favor de l'amnistia dels presos polítics catalans i del dret d'autodeterminació en el context del procés independentista català. Els signants lamentaren la judicialització del conflicte polític català i conclogueren que aquesta via, lluny de resoldre'l, l'agreuja: «ha comportat una repressió creixent i cap solució». Alhora, feren una crida al «diàleg sense condicions» de les parts «que permeti a la ciutadania de Catalunya decidir el seu futur polític» i exigiren la fi de la repressió i l'amnistia per als represaliats.